# Puchar Trzech Narodów 2006
Puchar Trzech Narodów 2006 (2006 Tri Nations Series) – jedenasta edycja Pucharu Trzech Narodów, corocznego turnieju w rugby union rozgrywanego pomiędzy zrzeszonymi w SANZAR trzema najlepszymi zespołami narodowymi półkuli południowej - Australii, Nowej Zelandii i RPA - przed turniejem zajmującymi trzy z czterech czołowych miejsc rankingu IRB. Turniej odbywał się systemem kołowym pomiędzy 8 lipca a 9 września 2006, po raz pierwszy w formule dziewięciomeczowej dzięki nowej, pięcioletniej umowie ze stacjami telewizyjnymi.
Drugi rok z rzędu triumfowała reprezentacja Nowej Zelandii, zapewniając sobie zwycięstwo w turnieju już w szóstej kolejce spotkań, na trzy mecze przed końcem zawodów.

## Mecze
| 8 lipca 200619:35 | Nowa Zelandia                                               | 32:12(14:7) | Australia                               | Jade Stadium, Christchurch Widzów: 33 727 Sędzia: Jonathan Kaplan |
| 8 lipca 200619:35 | Mealamu 10 (2P) Carter 12 (3pd 2K) Toeava 5 (P) McCaw 5 (P) | 32:12(14:7) | Mortlock 2 (pd) Tuqiri 5 (P) Fava 5 (P) | Jade Stadium, Christchurch Widzów: 33 727 Sędzia: Jonathan Kaplan |
| 8 lipca 200619:35 | Elsom                                                       | 32:12(14:7) |                                         | Jade Stadium, Christchurch Widzów: 33 727 Sędzia: Jonathan Kaplan |

| 15 lipca 200620:00 | Australia                                                                                              | 49:0(30:0) | Australia | Suncorp Stadium, Brisbane Widzów: 41 578 Sędzia: Paul Honiss |
| 15 lipca 200620:00 | Mortlock 16 (5pd 2K) Larkham 3 (dg) Latham 5 (P) Holmes 5 (P) Paul 5 (P) Chisholm 5 (P) Giteau 10 (2P) | 49:0(30:0) |           | Suncorp Stadium, Brisbane Widzów: 41 578 Sędzia: Paul Honiss |
| 15 lipca 200620:00 | Matfield                                                                                               | 49:0(30:0) |           | Suncorp Stadium, Brisbane Widzów: 41 578 Sędzia: Paul Honiss |

| 22 lipca 200619:35 | Nowa Zelandia                              | 35:17(19:7) | Południowa Afryka                                | Westpac Stadium, Wellington Widzów: 38 500 Sędzia: Joel Jutge |
| 22 lipca 200619:35 | Carter 25 (2pd 7K) Weepu 5 (P) McCaw 5 (P) | 35:17(19:7) | Montgomery 7 (2pd K) Paulse 5 (P) du Preez 5 (P) | Westpac Stadium, Wellington Widzów: 38 500 Sędzia: Joel Jutge |

| 29 lipca 200620:00 | Australia                         | 9:13(6:10) | Australia       | Suncorp Stadium, Brisbane Widzów: 52 498 Sędzia: Alain Rolland |
| 29 lipca 200620:00 | Carter 8 (pd dg K) Rokocoko 5 (P) | 9:13(6:10) | Mortlock 9 (3K) | Suncorp Stadium, Brisbane Widzów: 52 498 Sędzia: Alain Rolland |

| 5 sierpnia 200620:00 | Australia                                       | 20:18(10:0) | Południowa Afryka                             | Telstra Stadium, Sydney Widzów: 60 522 Sędzia: Joel Jutge |
| 5 sierpnia 200620:00 | Mortlock 10 (2pd 2K) Gerrard 5 (P) Rogers 5 (P) | 20:18(10:0) | James 8 (pd 2K) Fourie 5 (P) Montgomery 5 (P) | Telstra Stadium, Sydney Widzów: 60 522 Sędzia: Joel Jutge |

| 19 sierpnia 200617:35 | Nowa Zelandia                                             | 34:27(11:20) | Australia                                       | Eden Park, Auckland Sędzia: Chris White |
| 19 sierpnia 200617:35 | Carter 19 (2pd 5K) Jack 5 (P) Eaton 5 (P) McAlister 5 (P) | 34:27(11:20) | Mortlock 12 (3pd 2K) Tuqiri 10 (2P) Elsom 5 (P) | Eden Park, Auckland Sędzia: Chris White |
| 19 sierpnia 200617:35 | Waugh                                                     | 34:27(11:20) |                                                 | Eden Park, Auckland Sędzia: Chris White |

| 26 sierpnia 200615:00 | Południowa Afryka                                                            | 26:45(11:16) | Nowa Zelandia                                                                             | Loftus Versfeld Stadium, Pretoria Widzów: 50 000 Sędzia: Alan Lewis |
| 26 sierpnia 200615:00 | Pretorius 2 (pd) James 3 (K) Montgomery 6 (2K) du Preez 5 (P) Fourie 10 (2P) | 26:45(11:16) | Carter 20 (4pd 4K) McAlister 5 (P) Muliaina 5 (P) Tialata 5 (P) Gear 5 (P) Sivivatu 5 (P) | Loftus Versfeld Stadium, Pretoria Widzów: 50 000 Sędzia: Alan Lewis |

| 2 września 200615:00 | Południowa Afryka                                  | 21:20(13:13) | Nowa Zelandia                       | Royal Bafokeng Stadium, Rustenburg Widzów: 25 428 Sędzia: Chris White |
| 2 września 200615:00 | Pretorius 11 (pd 3K) Habana 5 (P) Wannenburg 5 (P) | 21:20(13:13) | Carter 15 (P 2pd 2K) Rokocoko 5 (P) | Royal Bafokeng Stadium, Rustenburg Widzów: 25 428 Sędzia: Chris White |

| 9 września 200615:00 | Południowa Afryka                                   | 24:16(3:3) | Australia                         | Ellis Park, Johannesburg Widzów: 50 178 Sędzia: Steve Walsh |
| 9 września 200615:00 | Pretorius 14 (pd dg 3K) Paulse 5 (P) du Preez 5 (P) | 24:16(3:3) | Mortlock 11 (pd 3K) Larkham 5 (P) | Ellis Park, Johannesburg Widzów: 50 178 Sędzia: Steve Walsh |